# Schotter

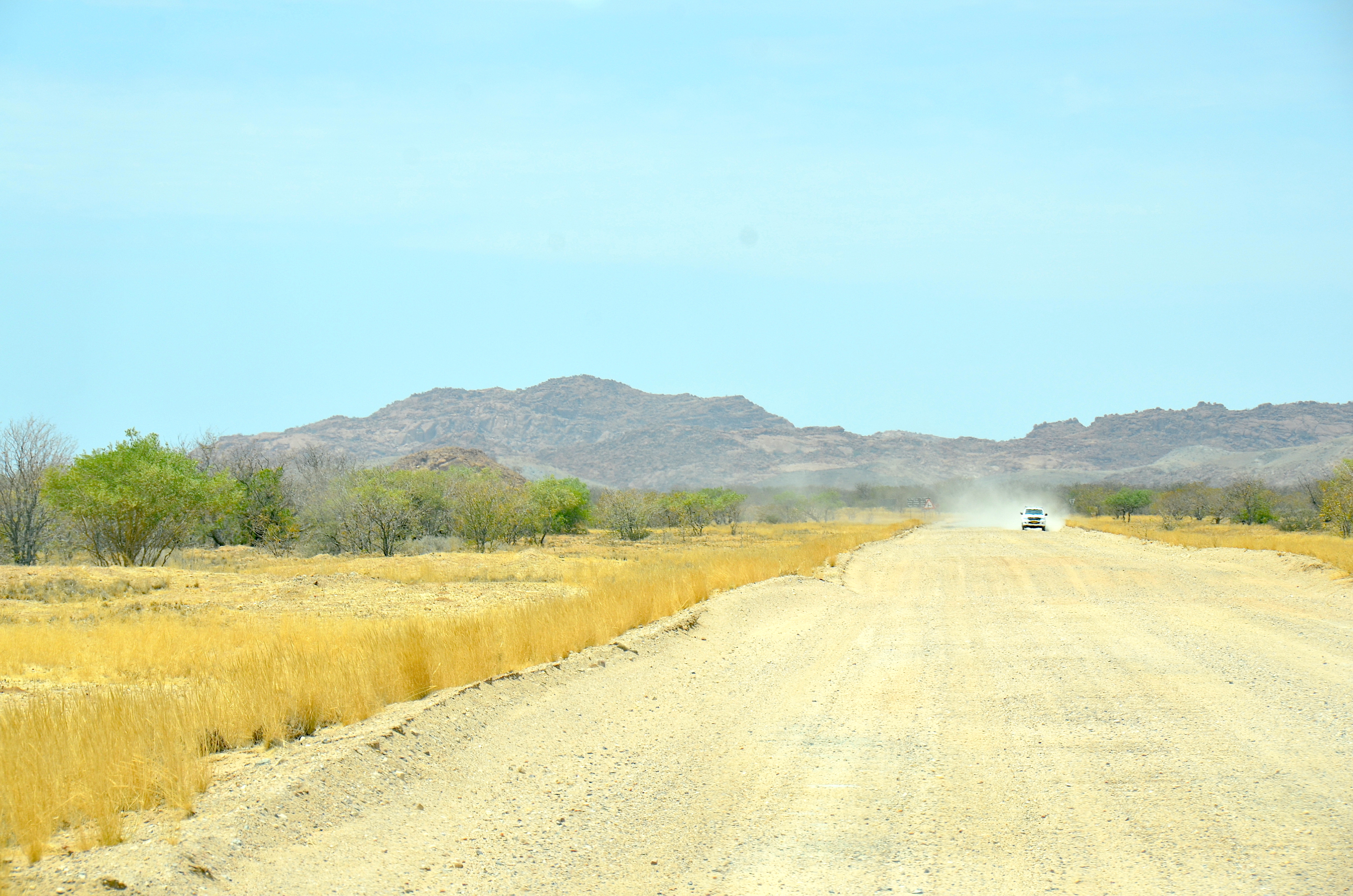
Typische Schotterstraße (Gravel road) in Namibia

Schotter bezeichnet im Bauwesen kantige, gebrochene Mineralstoffe mit einer Korngröße zwischen 32 und 63 Millimeter, meistens zur Verwendung im Verkehrswegebau. Es handelt sich bei Schotter um gebrochene Gesteinskörnungen, die künstlich beziehungsweise als Abfall in Steinbrüchen oder an anderen Lokalitäten in Brechmaschinen hergestellt werden. Teilweise werden sie aus natürlich abgelagerten Lockersedimenten (Flussgerölle, Gletschergeschiebe) in Brecheranlagen produziert.

## Abgrenzung

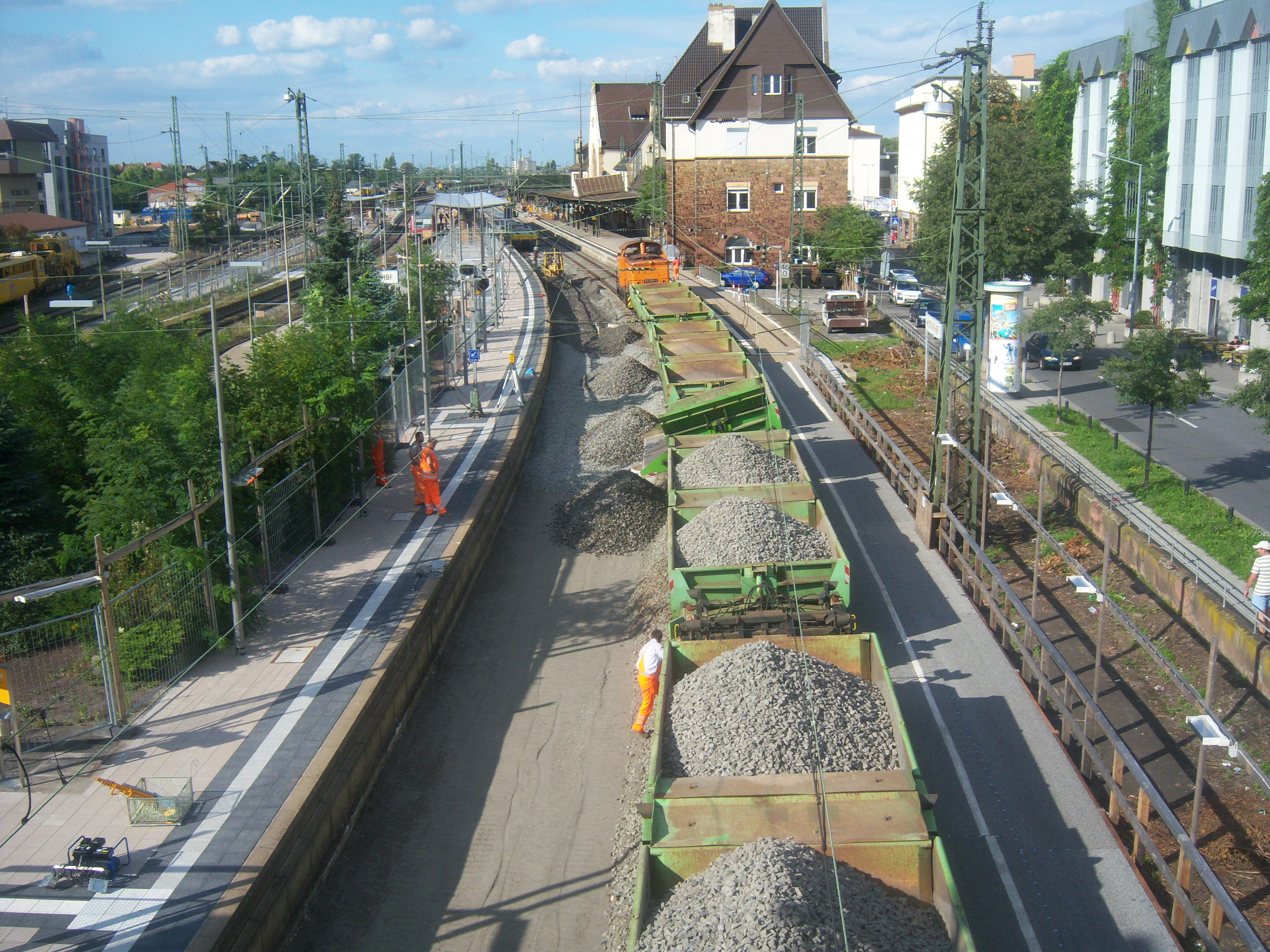
Einbau des Grundschotters für das Gleis 2 im Bahnhof Worms Hauptbahnhof (2008) mit Zweiseitenkippwagen

Warnschild „Splitt, Schotter“ (Deutschland)

Bei gerundeten Gesteinskörpern der gleichen Korngröße (32 bis 63 Millimeter) spricht man im Bauwesen nicht von Schotter, sondern von Kies.
Kleinere kantige Gesteinskörnungen sind Splitt und Brechsand, größere Gesteinskörnungen nennt man Schroppen (bei natürlicher, unveränderter Form auch Schutt, Blockschutt, Felszersatz).
In der Industrie der Steine und Erden werden Gesteinsfraktionen aller Größen allgemein als Brecherprodukte bezeichnet.

## Verwendung von Brecherprodukten
Im Straßenbau wird Schotter mit abgestuften Korngrößen (Steingrößen) unter anderem für Tragschichten von Straßen oder mit Bindemittel (zum Beispiel Bitumen als Asphaltbeton oder mit Zement und Wasser als Beton bzw. zementgebundene Tragschicht) verwendet.
Schotter verschiedener Korngrößen kann auch als Frostschutzschicht unterhalb des befestigten Straßenoberbaus dienen.
Bei dem im Bauwesen verwendeten Begriff Schotter handelt es sich um die Beschreibung einer bestimmten Gesteinskörnung. Das im öffentlichen Straßenbau üblicherweise verwendete Regelwerk Technische Lieferbedingungen für Gestein im Straßenbau (TL Gestein-StB) definiert wiederum Gesteinskörnung als körniges Material für die Verwendung im Bauwesen, wobei Gesteinskörnungen natürlich, industriell hergestellt oder rezykliert sein können.
Beim Bau von Gleisanlagen dient die Schotterbettung des Schotteroberbaues zur frostsicheren Stabilisierung des Gleisrostes und zur Lasteinleitung in den Unterbau. Der Einbau von Gleisschotter wird als schottern bezeichnet, der nachträgliche Einbau im Rahmen der Streckenerhaltung als stopfen.
Im Beton wird Schotter als Zuschlagstoff verwendet.
In Form sogenannter Schottergärten dient Schotter als großflächige, nicht zum Begehen oder Befahren gedachte Bodenbedeckung.